# المؤتمر الدستوري (لقاء سياسي)

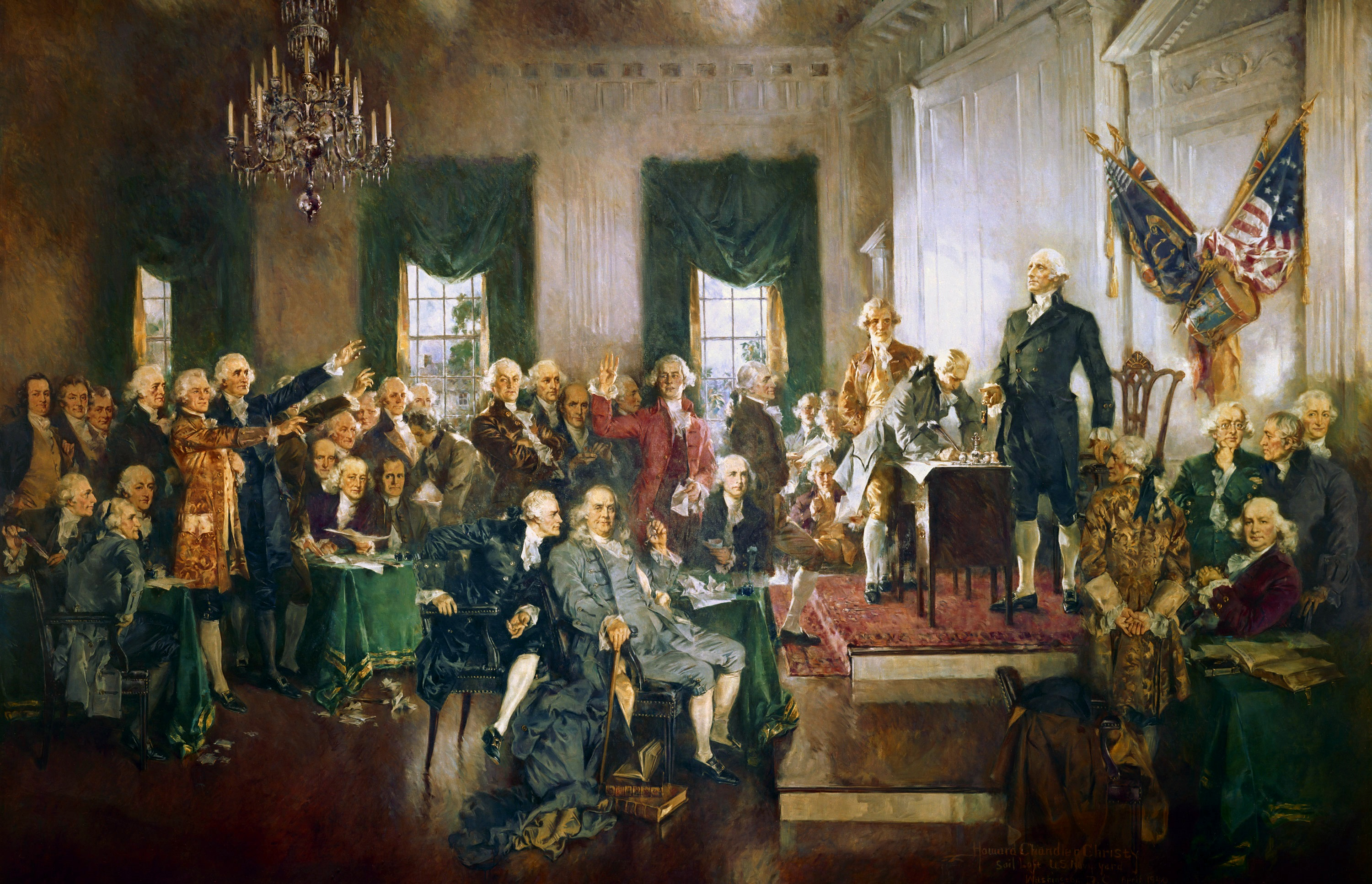

المؤتمر الدستوري هو تجمع لغرض كتابة دستور جديد أو مراجعة دستور قائم. [1] غالبًا ما يتم انتخاب أعضاء مؤتمر دستوري (يشار إليه أحيانًا باسم «المندوبين» إلى مؤتمر دستوري)، ولكن ليس بالضرورة أو بشكل كامل، عن طريق التصويت الشعبي. ومع ذلك، يمكن أيضًا الإشارة إلى مؤتمر دستوري منتخب بشكل كامل على أنه جمعية تأسيسية

## الأمثلة
الاتفاقيات الوطني
تشمل الأمثلة على الاتفاقيات الدستورية لتشكيل أو مراجعة دستور الأمة ما يلي:
الولايات المتحدة الأمريكية:
انعقدت اتفاقية فيلادلفيا (1787) لمراجعة خطة حكومة الولايات المتحدة الأصلية، مواد الاتحاد. ومع ذلك، سرعان ما تطور إجماع لإنشاء خطة جديدة تمامًا. تمت صياغة دستور الولايات المتحدة في الاتفاقية عام 1787، وصادقت عليها الولايات في عام 1788، ودخلت حيز التنفيذ عام 1789. [2]
فرنسا: المؤتمر الوطني لعام 1792 (يشار إليه عادة باسم الاتفاقية) الذي انعقد خلال الثورة الفرنسية في 20 سبتمبر بغرض كتابة دستور جمهوري بعد تعليق الملكية الفرنسية. ألغيت الملكية رسمياً في 21 سبتمبر من قبل الاتفاقية.
كندا
مؤتمر كيبيك، 1864
مؤتمر لندن عام 1866.
عقدت أستراليا أربع اتفاقيات دستورية، واحدة في 1891 و 1897 و 1973 و 1998
ألمانيا: Parlamentarischer Rat (المجلس البرلماني) (1948) - صاغ القانون الأساسي للجمهورية الاتحادية للتصديق عليه من قبل الولايات.
أيرلندا الشمالية: الاتفاقية الدستورية لأيرلندا الشمالية (1975-1976) - محاولة فاشلة لإيجاد حل لوضع أيرلندا الشمالية
اسكتلندا: الاتفاقية الدستورية الاسكتلندية (1989) - أنتجت خطة لتفويض السلطات الاسكتلندية.
الاتحاد الأوروبي: الاتفاقية الأوروبية (2001) - صاغ دستور أوروبا ليوافق عليه المجلس الأوروبي ويصدق عليه من قبل الدول الأعضاء.
الفلبين
1898 - صاغ دستور مالولوس لعام 1898، القانون الأساسي لجمهورية الفلبين الأولى، أول جمهورية دستورية في آسيا. كتب مسودة الدستور فيليبي كالديرون إي روكا وفيليبي بوينكامينو كبديل لزوج من المقترحات إلى مؤتمر مالولوس بقلم أبوليناريو مابيني وبيدرو باتيرنو. بعد نقاش مطول في الجزء الأخير من عام 1898، تم سنه في 21 يناير 1899.
1935 - لصياغة دستور لإنشاء كومنولث الفلبين المستقل بموجب قانون Tydings-McDuffie الأمريكي. كما تم استخدام الدستور في الجمهورية الثالثة (1946) حتى إقرار دستور 1973. تم انتخاب الأعضاء من خلال انتخابات المؤتمر الدستوري الفلبيني لعام 1934
1971 - لصياغة دستور منقح ليحل محل دستور الفلبين عام 1935 حسب العرف الأمريكي. تم انتخاب الأعضاء من خلال انتخابات المؤتمر الدستوري الفلبيني لعام 1970. تغير نظام الحكم من رئاسي إلى برلماني إلى رئاسي برلماني (في عام 1984 تعديل). استمر الدستور حتى سقوط فرديناند ماركوس في عام 1986 وعين كورازون أكينو أعضاءًا لصياغة دستور عام 1987 من خلال لجنة دستورية.
أيرلندا: في أيرلندا، التزمت الحكومة المنتخبة في مارس 2011 بإنشاء «اتفاقية دستورية» للتوصية بتعديلات دستورية بشأن ست قضايا محددة وغيرها من القضايا التي قد تنظر فيها؛ وقد وعدت الحكومة بشكل منفصل بتعديلات على خمس قضايا أخرى
الوحدات الإدارية الأصغر
كما تم استخدام الاتفاقيات الدستورية من قبل الدول المكونة للاتحادات - مثل الولايات الفردية للولايات المتحدة - لإنشاء أو استبدال أو مراجعة دساتيرها الخاصة. عقدت العديد من الولايات الأمريكية اتفاقيات متعددة على مر السنين لتغيير دساتير ولاياتهم الخاصة.
عقدت ميسوري أربعة، [4] في 1820، 1865، 1875 و 1945.
عقدت ميشيغان أربعة، [5] في عام 1835، [6] 1850، 1908 و 1963. [7]
عقدت ماساتشوستس ستة، في 1778، 1779–80، 1820–21، 1853، 1917–18، وآخرها عام 2016.
تضمنت اتفاقيات فرجينيا ستة اجتماعات غير محدودة. تم إصدار الدساتير من قبل شركة فيات في 1776 و 1864 و 1901–02، وتم التصديق عليها عن طريق الاستفتاء في 1829-1830 و 1850 و 1868. وقد عقدت اتفاقيات محدودة ولجان دستورية نتج عنها مراجعات في 1927 و 1945 و 1956 و 1968. تقترح الهيئة التشريعية للولاية تعديلات تم التصديق عليها في الاستفتاء الشعبي. [8]

### المرجع
1-«تعريف» الاتفاقية الدستورية «من قاموس بلاكس لو».
2-«الدستور: كيف حدث ذلك؟». archives.gov. إدارة المحفوظات والسجلات الوطنية للولايات المتحدة. 30 مارس 2016. تم استرجاعه في 3 أبريل 2019.
3-مناظرات دال الجزء 728 رقم 3 ص 5 مارس 22، 2011
4- «احتفال بدستورين». أرشيف. is. 29 مايو 2007. أرشفة من النسخة الأصلية في 29 مايو 2007.
5- «دستور ميتشيغان». www.legislature.mi.gov.
6- تاريخ ميشيغان القرن التاسع عشر
7-«ميشيغان التشريعي - دستور ميتشيغان لعام 1963». www.legislature.mi.gov.
8- دينان، جون. «دستور ولاية فرجينيا: دليل مرجعي»، ISBN 0-313-33208-8، 2006، ص. 8-24.